# Tarifação de congestionamento

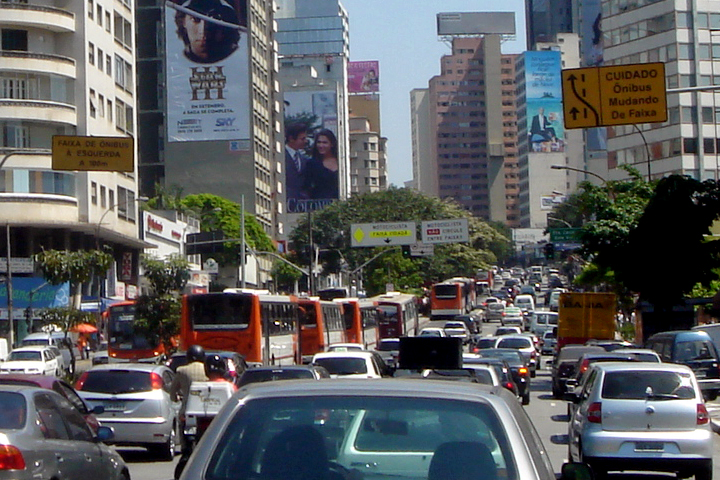
Congestionamento de trânsito típico na área central urbana. Rua da Consolação, centro de São Paulo, Brasil

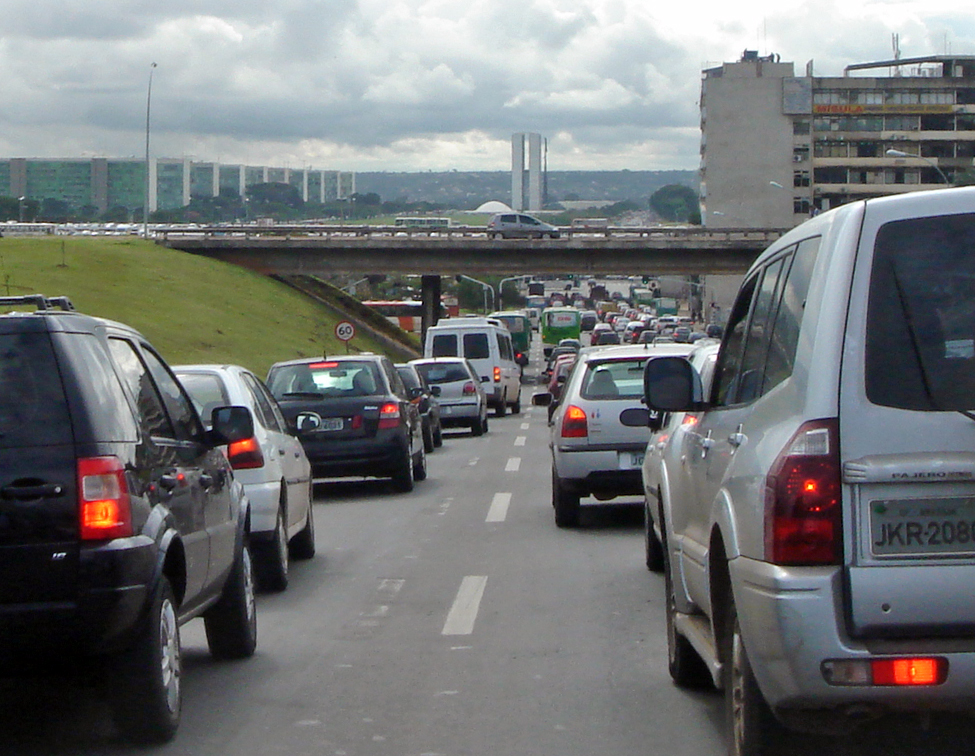
Congestionamento de trânsito no Plano Piloto, Brasília, Brasil

Tarifação de congestionamento (em inglês:  Congestion pricing ou Congestion charges), chamado também de pedágio urbano (português brasileiro) ou portagem urbana (português europeu) no caso viário, é um conceito da economia de mercado que se refere à utilização do mecanismo de preços com o intuito de cobrar aos usuários as externalidades negativas geradas pela demanda (português brasileiro) ou procura (português europeu) nas horas de pico, quando a oferta disponível de um bem público é insuficiente para satisfazer essa demanda. A título de exemplo, só o congestionamento tem um custo externo na Europa, que ronda 1% do PIB.
Isto significa a cobrança de tarifas maiores durante certos períodos de tempo ou em certos lugares. Também se aplica este conceito para introduzir uma taxa adicional, tarifa ou taxas de Pigou quando existe congestionamento ou demanda excessiva no uso de bens públicos onde o custo de fornecimento é percebido pelos usuários como se fosse grátis, como no caso das rodovias.
Segundo a teoria econômica que justifica a cobrança de tarifas de congestionamento, o objetivo desta política é conseguir que os usuários sejam mais cientes dos custos que eles se impõem entre si quando consumem o bem público durante os picos de demanda, de modo que são obrigados a pagar pelo engarrafamento adicional que eles mesmos criaram. A tarifa de congestionamento funciona como uma penalidade econômica para desencorajar o consumo do bem nas horas pico, e assim induzir uma distribuição espacial e temporal desse excesso de demanda, ou, incentivar o consumo de um bem substituto que não produz as mesmas externalidades, como por exemplo, viajar para o trabalho por um meio de transporte público em vez de utilizar o automóvel familiar.
Este mecanismo de preços foi amplamente utilizado no mundo por prestadoras de serviços públicos tais como eletricidade, telefone e transportes públicos, tanto por metropolitano como por ônibus. Muitos economistas tem realizado estudos e advogam a utilização deste mecanismo para otimizar o uso das infraestruturas do sector dos transportes, principalmente para estradas, portos, aeroportos e hidrovias. Os avanços tecnológicos em matéria de cobrança electrônica de pedágio para controlar o acesso de veículos aos centros das áreas urbanas, têm sido consideráveis, como por exemplo através de dispostivos eletrónicos de matrícula (DEM, como usa a Via Verde em Portugal) ou por processamento de imagem através de câmaras de vídeo. Porém, a sua implantação neste contexto tem sido limitada devido às controvérsias e debate público que gera esta política.

## Aplicação para reduzir o trânsito nas áreas urbanas

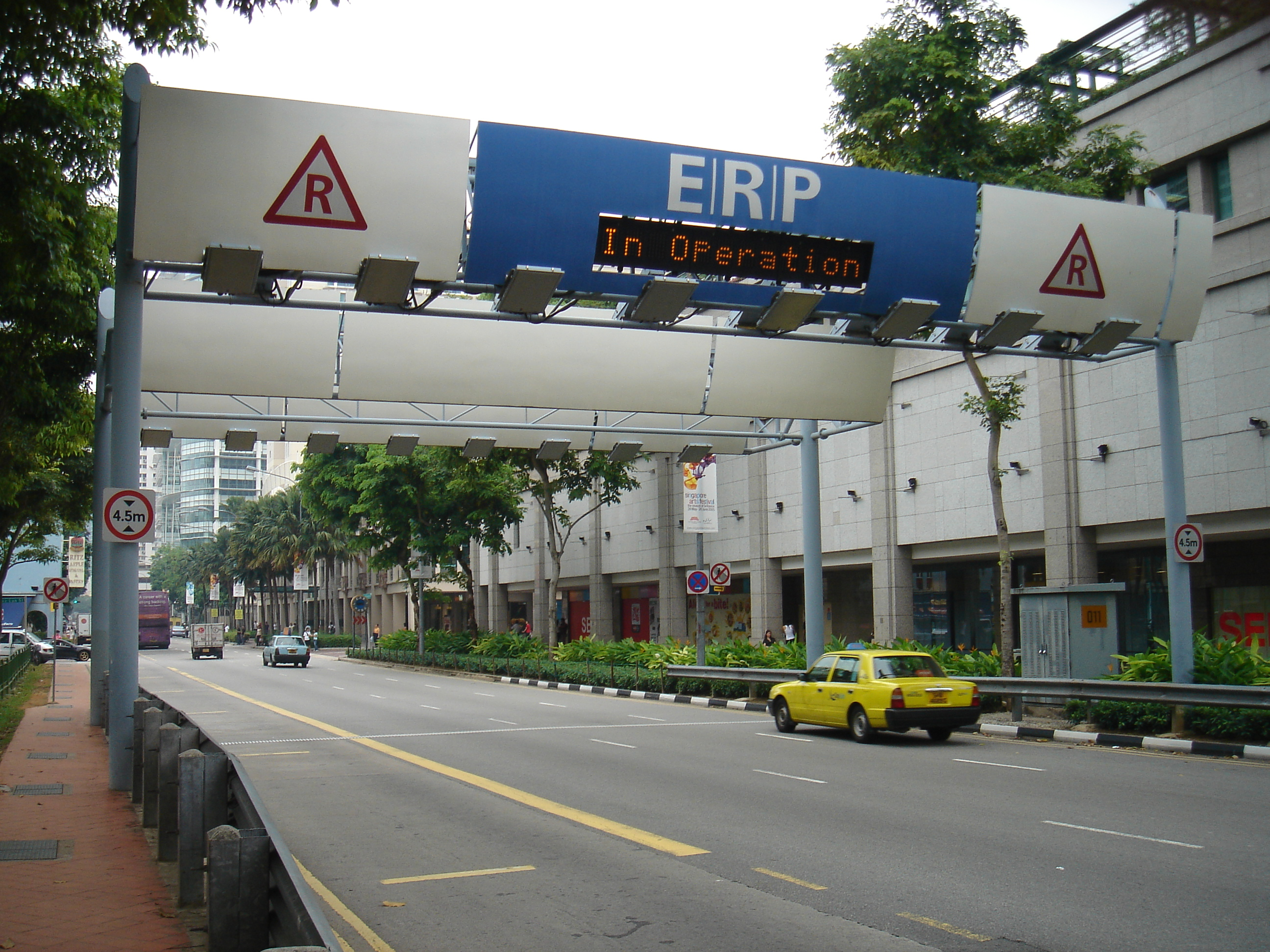
Cobrança electrônica de pedágio urbano na guarita de controle automático em North Bridge Road, Singapura

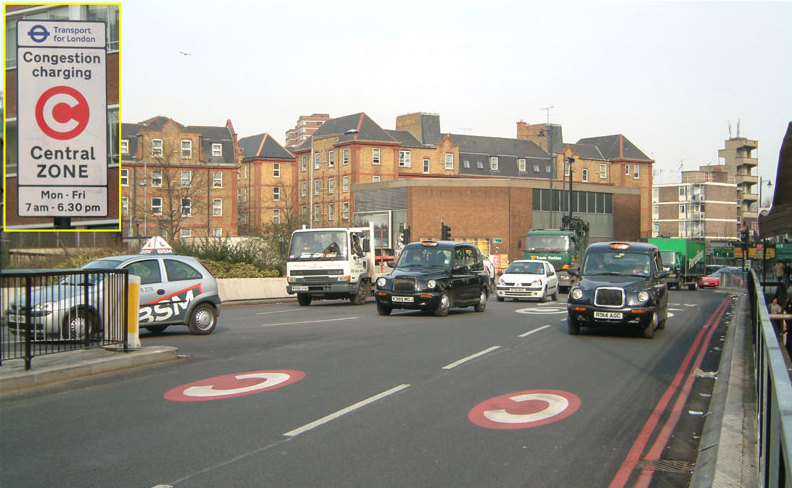
Sinalização para avisar os motoristas do cobro do pedágio urbano de congestionamento (letra branca C sobre vermelho, Old Street, Londres

A política de tarifação de congestionamento é uma das opções estratégicas de gestão da demanda advogada pelos economistas do transporte para enfrentar e aliviar os problemas de congestionamento vehicular. Na prática a implantação de tarifação de congestionamento viário é quase exclusividade das áreas urbanas, devido à existência de problemas crônicos de engarrafamento do tráfego dentro de e ao redor dos centros das cidades. Conforme o uso de encargos de congestionamento tem se estendido a nível mundial, os esquemas utilizados foram agrupados em quatro categorias: em áreas confinadas ou ao redor dos centros da cidade; em corredores ou anéis urbanos; em vias isoladas; e na área urbana inteira.

### Tarifação de congestionamento para acesso a centros de cidade
A cobrança de tarifas viárias de congestionamento para acessar o centro de uma área urbana tem por intuito reduzir as viagens em automóvel dentro das zonas mais engarrafadas da cidade. Em 1975, Singapura foi a pionera no mundo ao implantar tarifação de congestionamento, com controle manual, mas em 1998 introduziu cobrança eletrônica (ver Tarifa de congestionamento de Singapura. Outras cidades que já implantaram com sucesso são Londres em 2003, e estendido em 2007 (ver Portagem urbana de Londres); Estocolmo, como um teste em 2006, e definitivo em 2007 (ver Imposto de congestionamento de Estocolmo); e Milão em 2008 (ver Ecopass).
Embora ainda não exista um estudo abrangente para avaliar os resultados de médio e longo prazo do pedágio ou portagem de congestionamento, relatórios das cidades que já implantaram mostram reduções no tráfego entrando na área restrita entre 10% a 30%, junto com reduções importantes na polução ambiental. É destaque o fato de que esta política é impopular, pelo qual em todas as cidades onde este pedágio urbano foi implantado, aconteceu muita controvérsia pública, tanto antes como depois da implantação, o que faz que a viabilidade política desta estratégia seja um assunto crítico, assim como a capacidade do sistema de transporte público de receber os passageiros desviados do auto.

#### Proteção de centros históricos
Na Europa várias pequenas cidades, como Durham, a capital da Malta, têm introduzido a cobrança de tarifas de congestionamento com o intuito de reduzir os problemas de trânsito e estacionamiento, em particular durante a temporada alta do turismo, como um esforço para preservar seus sítios, monumentos e prédios históricos, mesmo que alguns deles foram declarados Patrimônio Mundial; assim como para melhorar a qualidade do entorno urbano, reduzir a poluição e melhorar seu atrativo turístico, ao incentivar maior acesso a pé e em bicicleta até estes centros antigos.

#### Tentativas sem sucesso
- Hong Kong realizou um teste de tarifação de congestionamento com cobrança electrônica entre 1983 e 1985, com resultados positivos.[17] Porém, a oposição da opinião pública contra a cobrança deste pedágio não permitiu sua implantação permanente.
- Em 2002 o Conselho Municipal da cidade de Edimburgo, a capital de Escócia, iniciou a gestão para implantar um programa de tarifação de congestionamento. Em 2005 foi realizado um referendo[18][19] que resultou na rejeição da proposta por uma maioria de 74,4% dos votos.[20]

#### Propostas em discussão

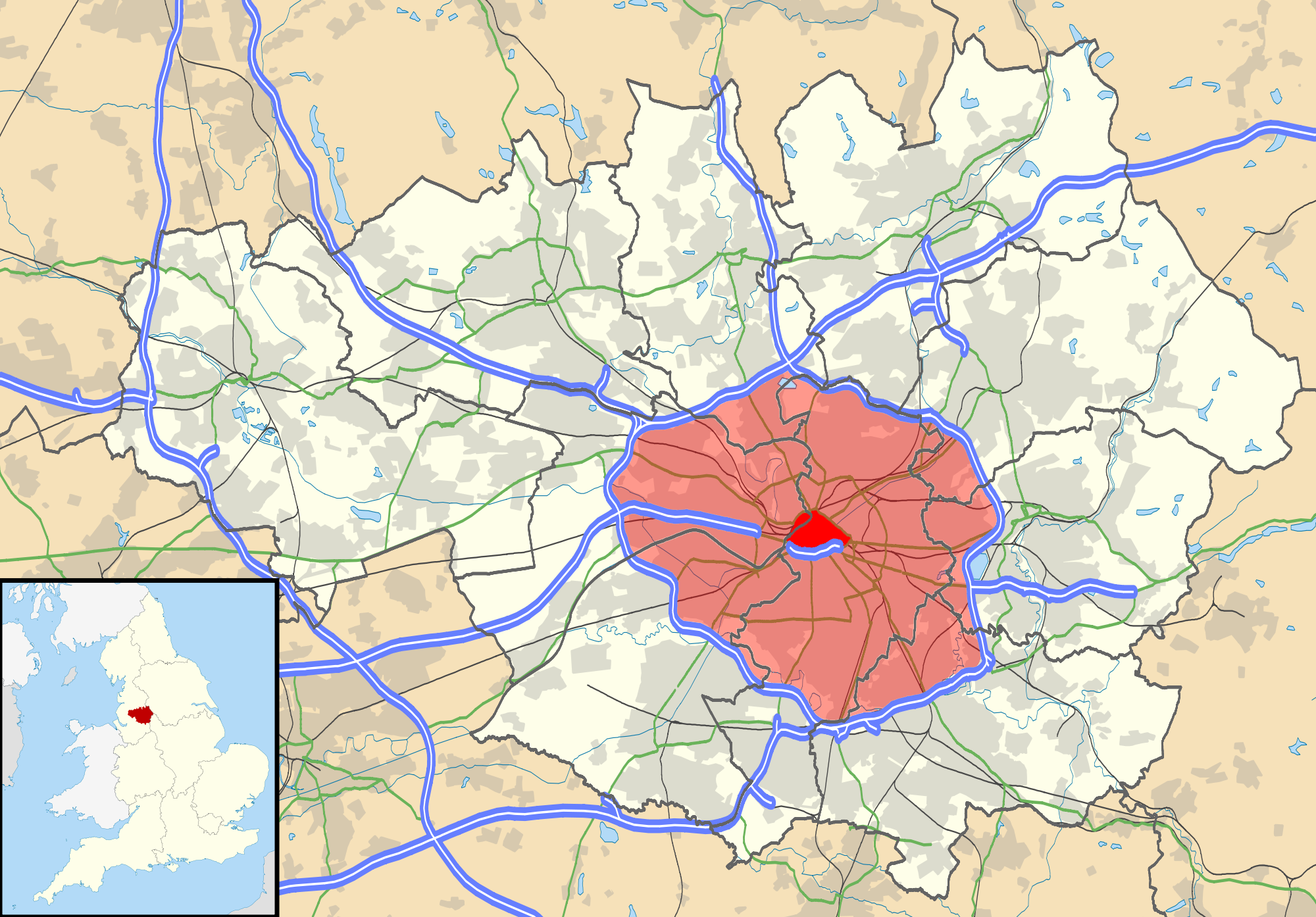
Plano da Grande Manchester mostrando as duas áreas acordoadas em vermelho

- Em 2007 foi proposto um plano de tarifação de congestionamento para a região metropolitana do Grande Manchester, que está integrada por dez distritos metropolitanos, incluindo as cidades de Manchester e Salford.[21][22] O plano proposto considera a implantação de duas áreas acordoadas, uma para envolver o centro urbano da Grande Área Urbana de Manchester e uma outra para o centro da cidade de Manchester.[23] Até janeiro 2008 sete das autoridades municipais da Grande Área Metropolitana tem apoiado o programa e foi rejeitado por três municípios. Uma maioria de dois terços é requerida para aprovar o esquema de tarifação.[24] O Conselho do Distrito Metropolitano de Wigan ainda tem pendente uma votação para estabelecer se continua apoiando o plano.[24]
- A cidade de Nova Iorque está considerando a possibilidade de implantar tarifação de congestionamento para o acesso na área de Manhattan.[25][26][27] Em Julio de 2007, aa Legislatura do Estado de Nova York arquivou a proposta,[28] mas criou uma comissão para estudar todas as opções disponíveis para aliviar o congestionamento. Em 31 de Janeiro de 2008 a comissão aprovou um plano que inclui tarifas de congestionamento, mas com mudanças menores em relação à proposta original do prefeito Bloomberg, tais como a reducção da área sujeita a cobro e a isensção dos veículos que fiquem circulando dentro da área restrita.[29][30][31] A proposta foi aprovada pelo Conselho da Cidade de Nova Iorque em 31 de Março, 2008[32] e agora fica pendente a aprovação pelo Legislativo estadual. Se o plano for aprovado até 7 de Abril, 2008, a cidade será elegível para recebir US$ 354 milhões de financiamento federal para apoiar investimentos em transporte público que são parte da proposta.[33][34] (ver Tarifa de congestionamento de Nova Iorque)
- A cidade de São Francisco, Califórnia, iniciou em 2006 estudos para avaliar a viabilidade de implantar tarifação de congestionamento para resolver os problemas de trânsito que sofre seu centro urbano.[35] Em agosto 2007, São Francisco foi incluída num programa federal, junto com Nova Iorque e Washington, D.C, para receber asistência federal por $ 158,7 milhões se a proposta for aprovada até 31 de março, 2008. São Francisco planeja complementar a tarifação de congestionamento com outras medidas com o intuito de reduzir o congestionamento e arrecadar fundos para o transporte público.[36][37] Em 14 de março, 2008, o conselho que administra a Ponte Golden Gate aprovou uma resolução para implantar tarifação de congestionamento na ponte, cobrando pedágios maiores durante as horas pico, mais utilizando taxas variavéis dependendo dos níveis de tráfego. Esta decisão permitiu à Área da Baía de São Francisco cumprir os requisitos para segurar o apoio financeiro federal para o plano. Os detalhes do esquema de tarifação de congestionamento serão definidos nas próximas semanas, mas com anticipação da audiência pública programada para junho 2008. Os pedágios de congestionamento deverão ser implementados em setembro 2009.[38][39]

### Tarifação de congestionamento em corredores urbanos

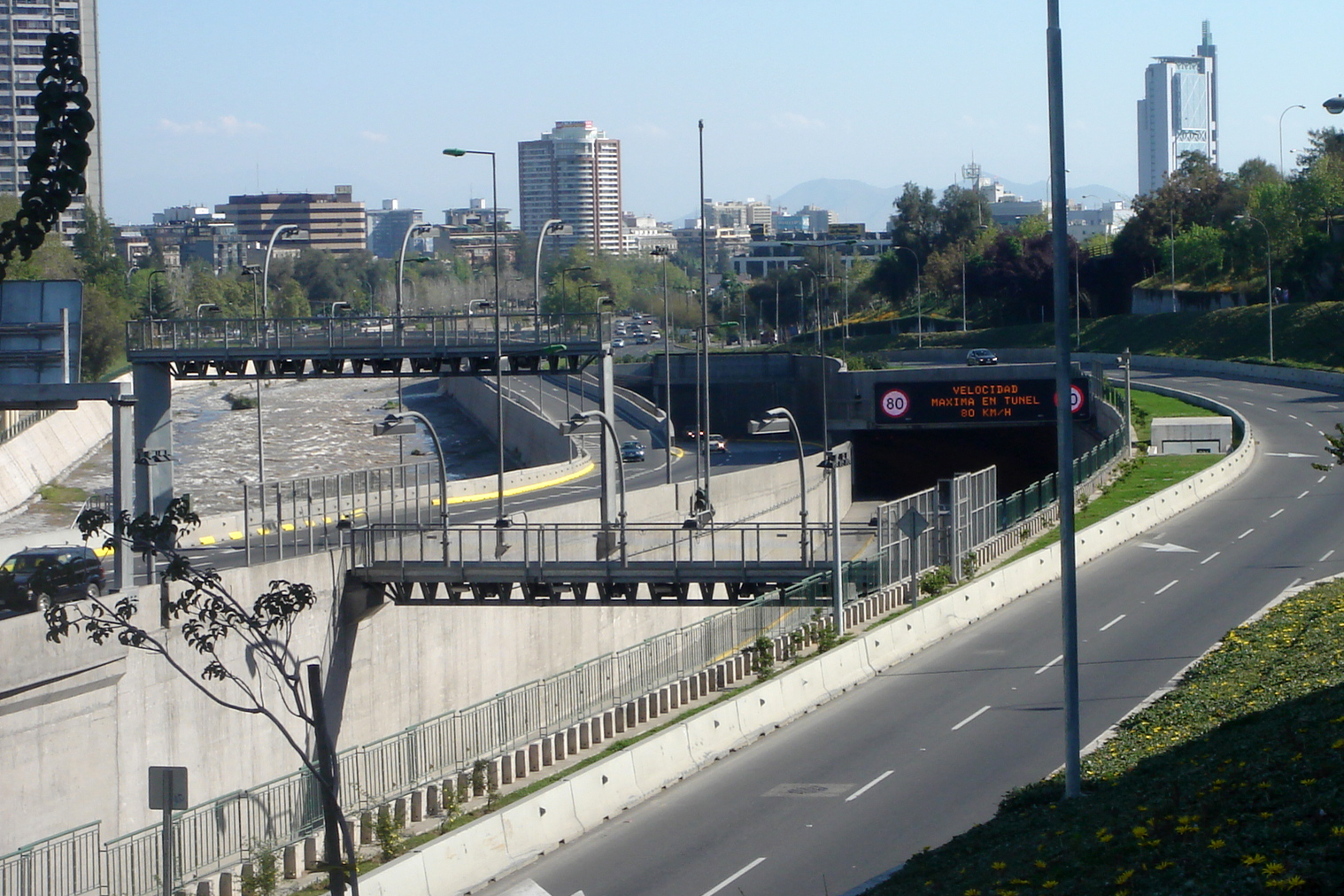
Cobrança electrônica de portagem na via rápida "Costanera Norte", no centro de Santiago de Chile

Esta política também tem sido implantada em vias expressas urbanas, mas seu impacto presenta efeitos localizados devido a que a cobrançã é limitada a um ou vários corredores urbanos. Neste caso os usuários que discordarem do pagamento do pedágio têm a opção de utilizar percorridos alternativos mais engarragados, pelo qual, não necessâriamente se reduz o número de veículos accesando a cidade. Este tipo de política foi implantada entre 2004 e 2005, em Santiago de Chile, na "Autopista Central" e na "Autopista Costanera Norte", ambas sobre concessão. Durante os períodos de maior demanda o concessionário está contratualmente autorizado a cobrar o dobro da taxa com o propôsito de manter níveis de serviço adequados para os usuários, aplicando assim tarifação de congestionamento, ma só no corredor concessionado.
A Noruega foi pioneira na implantação de cobrança eletrônica de pedágios urbanos nos corredores principais das três maiores cidades norueguesas: Bergen (1986), Oslo (1990), e Trondheim (1991). Embora o intuito destes pedágios é de arrecadar receitas para financiar nova infraestrutura viária urbana, a rede de portagens urbanas de Oslo gerou inesperados efeitos, semelhantes aos produzidos pelos encargos de congestionamento, ao reduzir a demanda de trânsito perto de 5%. Também no caso de Trondheim aconteceram efeitos não planejados de redução do tráfego nas horas do rush, devido a que o pedágio a pagar é variável, dependendo do hora do dia. As autoridades noruêguenses já tem considerado a possibilidade de implantar tarifação de congestionamento, e o marco jurídico foi aprovado pelo Parlamento em 2001, mas até março de 2008 esta política ainda não tem sido utilizada.
Em 2007, Dubai, nos Emirados Árabes Unidos, implantou pedágios de congestionamento numa via expressa urbana chamado Salik, e como o sistema não é fechado, inicialmente produz muito engarrafamento nas vias alternativas da cidade.

## Aplicação em hidrovias e canais

### Sistema de reserva e leilão de vagas do Canal de Panamá

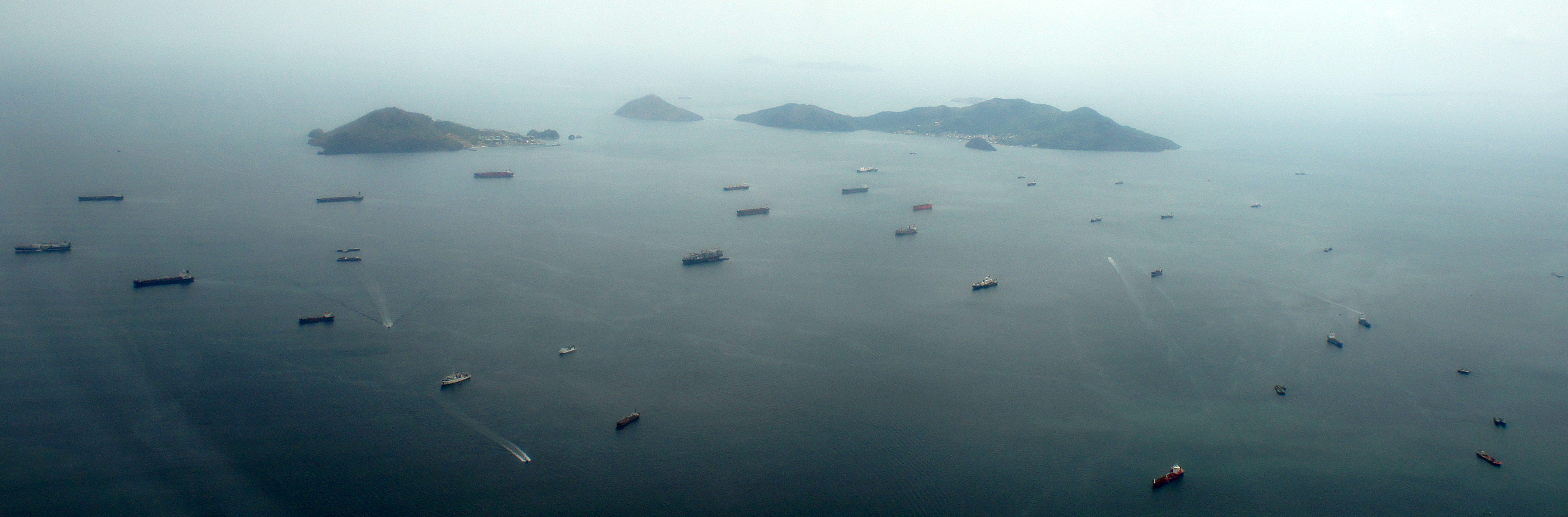
Fila de navios aguardando para entrar no Canal do Panamá no lado Pacífico

A Autoridade do Canal de Panamá (ACP) disponibilizou para os usuários um sistema de reserva de vagas, disponível pela Internet, que permite aos clientes que querem evitar a fila para acessar o canal, pagar aproximadamente um acréscimo de 15% sobre a taxa ou pedágio regular, garantindo assim o trânsito pelo canal em um dia específico e cruzar o canal num tempo de 18 horas ou menor. A ACP vende 24 destas vagas com até 365 dias de antecipação. Desde 1 de abril de 2006, a ACP disponibilizou a vaga de reserva número 25, que é vendida em leilão à melhor lance.

## Tarifação de congestionamento em aeroportos
Muitos aeroportos ao redor do mundo enfrentam sérios problemas de congestionamento extremo, sendo a capacidade da pista para pousos e decolagem o recurso mais escaso. Os economistas de transporte tem advogado pela implantação de esquemas de tarifação de congestionamento, incluiendo leilão de vagas (parecidos com o sistema implantado no Canal de Panamá).

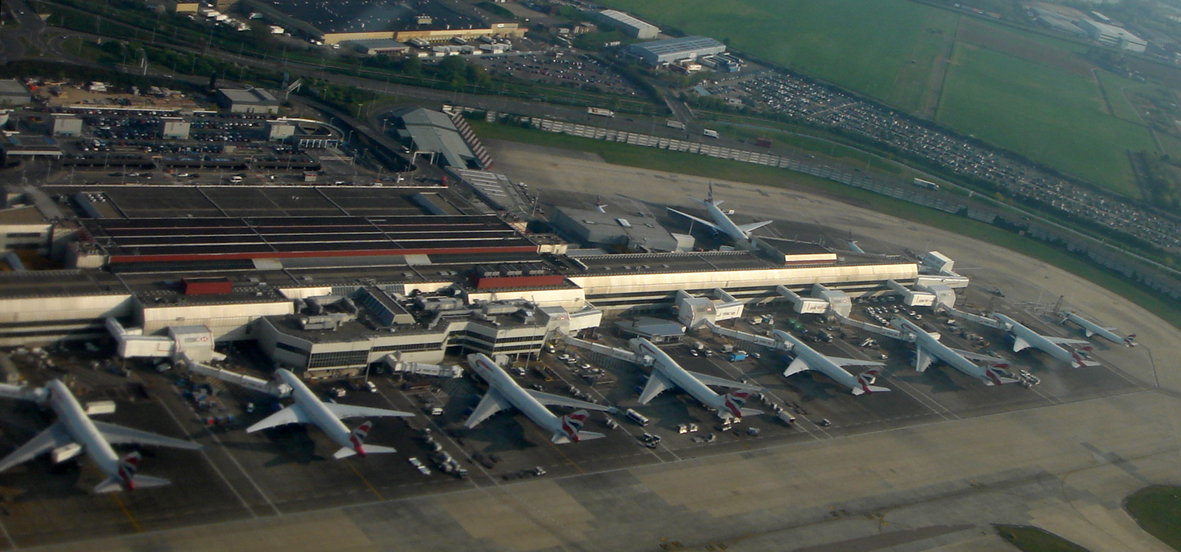
Aeroporto de Londres Heathrow, o terceiro com maior congestionamento do mundo